# Hemerobius fatidicus
Hemerobius fatidicus là một loài côn trùng trong họ Hemerobiidae thuộc bộ Neuroptera. Loài này được Linnaeus miêu tả năm 1758.